# 細井学
細井 学（ほそい まなぶ、1959年3月11日 - ）は、日本の俳優。東京都北区出身。トーチ・リンク所属。

## 経歴
東京都立北園高等学校、日本大学商学部卒業。父親が松竹で、母親が映画館で働いていたことから幼少期から映画に慣れ親しみ、学生時代から俳優に興味を抱いていた。大学時代に演劇研究会（劇団おいおい）に所属し役者活動を開始する。
大学卒業後は会社勤めをしていたものの、3年ほどでまた演劇の世界に戻り、「醜形パトラ」「ガランチョブラザーズ」などといった小劇団に所属。1996年からは演劇ユニット「パーマ企画」を主宰し、脚本家の門肇や演出家の浦山忠典のコメディベースの舞台を中心にプロデュースしつつ自らも出演し、2005年までに本公演を15回（再演含め18回）行った。
2006年頃からは舞台劇から映像作品に転向し、自主映画を中心に映画作品に出演する。2017年に参加したENBUゼミナールのシネマプロジェクト第7弾で製作された映画『カメラを止めるな!』にメインキャストの1人（ベテラン俳優役）として出演し、翌年、同映画が低予算の作品ながら異例なヒットを記録し話題を呼んだ。そのヒットから、「高校生のためのeiga worldcup2018」の特別演技賞の審査員に就任。
これまでフリーランスで活動を続けていたが、2019年より株式会社トーチ・リンクに所属。2020年には俳優生活40年にして、端役でありながらもNHK大河ドラマへの初出演を果たした。

## 人物
尊敬している俳優は渥美清。繊細かつ迫力のある演技と、コミカルな部分を持ち味としており、自身がコメディ好きであることから、笑いの取れる役者を目指している。映画監督の上田慎一郎からは、舞台経験が長かったことから対応力のある安定した演技ができ、現場に安心感を与えてくれる役者だと評される。
あまりテレビドラマを見たことがなく、幼少期から映画に慣れ親しんでいたことから、自分の活動の場はこれからも映画だろうと語っている。また、映画『カメラを止めるな!』のヒットを受け、「この映画のおかげで（映画俳優として）一歩踏み出せた」と語っている。
ひょうきんな性格の持ち主で、撮影現場を和ませてくれる存在だと共演者や監督から言われている。
趣味はスカッシュとひなびた温泉巡り。60歳を過ぎながらも、スカッシュで鍛えられたたくましい体格を持つ。

## 出演

### 映画
- 俺にさわるな!（2009年11月14日公開、監督：山家浩） - 中田宏雅（中田屋） 役[2][16]
- 神奈川芸術大学映像学科研究室（2014年1月25日公開、デジタルSKIPステーション、監督：坂下雄一郎） - 庶務課課長 杉本浩文 役
- 花とアリス殺人事件（2015年2月20日公開、ティ・ジョイ、監督：岩井俊二） - ブランコのおじいちゃん 役（ロトスコープ）
- リップヴァンウィンクルの花嫁（2016年3月26日公開、東映、監督：岩井俊二） - ホテル末広のマネージャー 川本 役
- 野生のなまはげ（2016年7月16日公開、フリーライディング/ニューシネマワークショップ、監督：新井健市） - 犬連れの中年男 役
- アルビノの木（2016年7月16日公開、マコトヤ、監督：金子雅和） - 群田 役
- 息衝く（2018年2月28日公開、team JUDAS 2017、監督：木村文洋）
- カメラを止めるな!（2018年6月23日公開、ENBUゼミナール/アスミック・エース、監督：上田慎一郎） - 細田学 役
- ファミリー☆ウォーズ（2018年8月25日公開、ブラウニー、監督：阪元裕吾） - 医者 役
- リング・ワンダリング（2022年2月19日公開、ムービー・アクト・プロジェクト、監督：金子雅和）[17] - 千場常男 役
- 変態ぞうさん 私の桃色指導（2022年12月9日、オーピー映画、監督：東盛直道） - 伊藤 役
- [窓] MADO（2022年12月16日、towaie、監督：麻王）
- マリッジカウンセラー（2023年1月13日、スタジオレヴォ、監督：前田直樹） - 料理屋の大将 役
- キリエのうた（2023年10月13日、東映、監督：岩井俊二） - 警官 役
- あとがき（2024年3月1日、TeamDylan、監督：玉木慧）[18][19] - 小林現 役

#### 短編映画
- SUIKA（2007年、監督：田井義輝）
- 半熟部屋（2008年、監督：西田啓太）[23]
- 生か死か（2009年、監督：押木大輔）
- 父と登る（2010年、監督：岡元雄作） - 父、及川哲郎役
- プレイバック・プレイボール（2011年、監督：南翔也） - 主演・田村大祐 役
- 恋する小説家（2011年、監督：上田慎一郎）[注 1] - 小川寛太 役
- 夢見ぬ少年（2012年、山羊博之）
- ムージック探偵 曲菊彦（2012年、監督：ヤング・ポール/田中羊一）[注 2] - 石塚要次郎 役
- ムスメのチチ（2012年、監督：小林勇太）[注 3]
- ボクのですてにー（2012年、監督：小林勇太）
- Ring a Bell（2012年、監督：岡元雄作）
- 父と父、そして父（2014年、監督：東盛直道）
- 彼女の告白ランキング（2014年、監督：上田慎一郎）[注 4]
- ナポリタン（2016年、監督：上田慎一郎）[注 4]
- 満腹探偵クウコ（2016年、監督：耳井啓明）　※おもいがわ映画祭ショートムービーコンペティション脚本賞受賞
- リビングの女王（2019年、監督：耳井啓明） - 隆司 役[25]
- カメラを止めるな!リモート大作戦!（2020年、監督：上田慎一郎）[26]

### オリジナルビデオ
- リアル隠れんぼファイナル（2011年1月7日、ブロードウェイ、監督：久本樹）
- Beyond The Blood（2013年12月4日、マジカル、監督：ギヨーム・トーブロン）

### テレビドラマ
- 平成物語 ～なんでもないけれど、かけがえのない瞬間～ 第3話（2019年3月21日、フジテレビ）
- チート〜詐欺師の皆さん、ご注意ください〜 最終話（2019年12月5日、日本テレビ）
- 麒麟がくる 第1回・第9回（2020年1月19日・3月15日、NHK総合） - 初老の男 役[27]
- 病院の治しかた〜ドクター有原の挑戦〜 第1話・第2話・最終話（2020年1月20日・27日・3月9日、テレビ東京）
- 銀座黒猫物語 第3話 はち巻岡田編（2020年7月30日、カンテレ）[28]
- ゆるキャン△2 第7話 （2021年5月13日、テレビ東京） - 飯田さん 役[29]
- 連続テレビ小説 ちむどんどん 第22週・第23週（2022年9月5日 - 16日、NHK） - 常連客 役
- 闇金ウシジマくん外伝 闇金サイハラさん（2022年9月20日、MBSテレビ）
- 街並み照らすヤツら 第4話（2024年5月18日、日本テレビ） - 横山 役
- おいハンサム!!2 最終話（2024年5月25日、東海テレビ・フジテレビ） - 人情刑事 役
- 藤子・F・不二雄 SF短編ドラマ シーズン3「宇宙（そら）からのオトシダマ」（2025年3月26日、NHK BSプレミアム4K）[30]
- 特捜9 final season 第4話（2025年4月30日、テレビ朝日） - 居酒屋店主 役[31]

### ウェブドラマ
- 田中圭24時間テレビ「くちびるWANTED」（2018年12月16日、AbemaTV） - 夢の中のゾンビ 役
- 楽天オーネット×関西テレビ スペシャルWEBドラマ「どうせ、運命の恋」vol.1 出会い篇（2019年） - 常連客 役
- カメラを止めるな! スピンオフ ハリウッド大作戦!（2019年3月2日、AbemaTV[注 5]） - 細田学 役
- 夢で会えても 第7・8話（2021年1月16日・23日、LINE NEWS VISION） - 刑事B 役[32]
- 結婚できないにはワケがある。『まりこの実家へ挨拶編』（2021年6月20日、TELASA[注 6]） - 後藤哲也 役
- THE DAYS（2023年6月1日、Netflix） - 免震重要棟 副本部長 役

### テレビ
- すイエんサー「ソフトクリームがたった20分でできちゃった!」（2018年6月5日、NHK Eテレ）
- 痛快TV スカッとジャパン 第138回「ショートショートスカッと」（2018年8月27日、フジテレビ）
- ベストアーティスト2018（2018年11月28日、日本テレビ）

### 舞台
※映像作品中心に転向後の出演作
- モンキーworks「のみこむ。」（2007年10月31日 - 2007年11月4日、ギャラリー・ルデコ）
- 茶ばしら「茶家 太宰治篇 第弐段　ひみつ基ち」（2011年7月7日 - 10日、古民家ゆうど）[33]

### MV
- マカロニえんぴつ「たましいの居場所」（2022年）

### CM・広告
- ネスレ キットカット 40周年「ありがとう」篇（2013年） - バスの運転手 役
- docomo「Mobizen」プロモーションWebCM（2015年） - クライアント 役
- CODEOスペシャルShort Film「嬉し涙と悔し涙のまんなか」（2015年） - 父親 役[34]　※声の出演
- 古河機械金属 超短編ドラマ「父と娘」（2018年） - 父 役
- J:COM（2018年） - スポーツLOVER 役[35]
  - 「わたしの見たい『LOVE激白会 映画・ネイチャー』」篇
  - 「わたしの見たい『LOVE激白会 スポーツ・旅・紀行』」篇
  - 「わたしの見たい！！があるTV。ショートムービー(スポーツ篇)」　※Web広告
- トレたび ニッポンをつなぐ物語「忘れていた旅」篇（2019年） - 父 役[36]
- ラクーンホールディングス URIHO～追う男・追われる男編～（2022年1月31日 - ） - タクシーCM[37]